# St. Bonifatius (Hamburg-Wilhelmsburg)

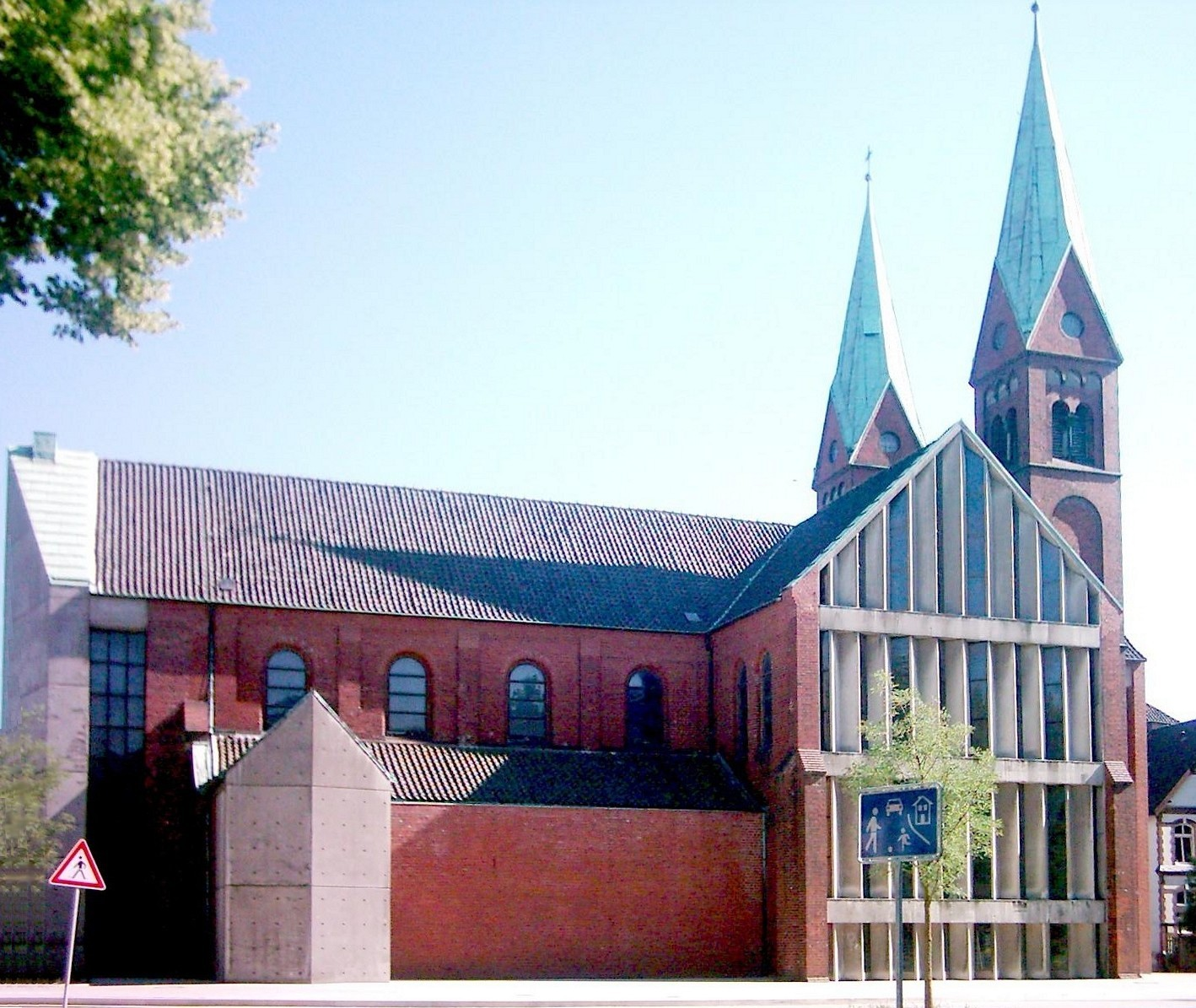
St. Bonifatius

St. Bonifatius ist die römisch-katholische Kirche von Hamburg-Wilhelmsburg. Sie wurde 1897/98 nach dem Entwurf von Richard Herzig (Hildesheim) als neuromanische Basilika erbaut, nach Kriegszerstörungen unter Karl Sterra wiederhergestellt und 1965/66 nach Plänen von Egon Pauen (Hamburg) in modernen Formen ergänzt. Seit der Neuorganisation des Erzbistums Hamburg ist die ehemals selbständige Pfarrei Teil des Pastoralen Raums Hamburg-Süd und der im September 2021 gegründeten Großpfarrei St. Maximilian Kolbe mit Hauptsitz in Hamburg-Harburg.

## Architektur
Die Kirche entspricht in ihrer Struktur bis heute dem originalen Entwurf. Sie ist eine gewestete dreischiffige Backstein-Basilika auf Kreuzgrundriss. Die beiden schlanken Türme mit kupfergedeckten Spitzhelmen flankieren den rechteckigen Chorraum. Die Umgestaltung der 1960er Jahre ist vor allem an den vier Giebelfronten sichtbar. Die Westseite erhielt einen fenster- und schmucklosen Backsteinabschluss. Die Querhausgiebel wurden in voller Höhe als Fensterwände mit Stahlbeton-Lamellen gestaltet. Nach Osten (Portalseite) wurde die Kirche durch Fensterflächen um 4,50 m verlängert. Die neue Ostwand aus Sichtbeton ist in stumpfem Winkel nach außen geknickt und erinnert an einen Schiffsbug.

## Ausstattung
Das Innere zeigt sich nach verschiedenen Veränderungen in der 1984/85 erreichten Gestalt. Die hölzerne Flachdecke und das weitgehend wieder freigelegte Backsteinmauerwerk strahlen Wärme aus. Die Altarinsel mit dem Kalkstein-Altar von 1966 befindet sich in der von den Seiten her lichtdurchfluteten Vierung. Der Tabernakel von Claus Pohl aus dem Jahr 1966 ruht auf einer Kalkstein-Säule, ist allseitig mit einem Bronzegitterwerk umkleidet und mit einem blattvergoldeten Baldachin überdacht, der auf vier Stützen ruht, an denen 144 Bergkristalle angebracht sind. Das Altarkreuz, die Muttergottes-Statue sowie acht 1984 hinter dem Altar aufgestellte Heiligenfiguren stammen von Heinrich Gerhard Bücker.

## Geschichte
Die dörfliche Elbinsel Wilhelmsburg war nach der Mitte des 19. Jahrhunderts in rascher Entwicklung zur Industriestadt herangewachsen. Viele der zugezogenen Arbeiterfamilien waren Katholiken aus den polnischsprachigen Ostprovinzen des Kaiserreichs. Nach provisorischer seelsorglicher Betreuung von Harburg aus erhielt die werdende Gemeinde 1892 einen ortsansässigen Geistlichen, 1898 den Status einer Pfarrvikarie und 1909 den einer selbständigen Pfarrei. Der Kirchbau wurde überwiegend durch den Bonifatiusverein finanziert; hinzu kamen bedeutende Einzelspenden und Stiftungen aus der Industrie und Kollekten der Gemeindemitglieder. Am 26. Juni 1898 wurde die Kirche mit dem Patrozinium des heiligen Bonifatius durch Friedrich Hugo, Generalvikar des Bistums Hildesheim, zu dem Harburg und Wilhelmsburg damals gehörten, benediziert. Die feierliche Kirchweihe erfolgte nach Renovierungsarbeiten erst am 2. September 1939, einen Tag nach Ausbruch des Zweiten Weltkriegs, durch Bischof Joseph Godehard Machens. Beim Bombenangriff vom 31. März 1945 erlitt die Kirche schwere Schäden. Durch Baumaßnahmen des ersten Nachkriegsjahrzehnts sowie der 1960er Jahre erhielt die Kirche ihre heutige Gestalt. Seit 1995 gehört die Gemeinde zum neu gegründeten Erzbistum Hamburg.